# Apatesia sabulosa
Apatesia sabulosa är en isörtsväxtart som först beskrevs av Carl Peter Thunberg, och fick sitt nu gällande namn av L. Bol. Apatesia sabulosa ingår i släktet Apatesia och familjen isörtsväxter. Inga underarter finns listade i Catalogue of Life.